# The gathering (canción)
«The Gathering» es la séptima canción del álbum Lucidity de la banda Delain, y el tercer sencillo de este. Cuenta con la colaboración de Marco Hietala. Aunque no había sido confirmada, la noticia del sencillo se supo por primera vez en una entrevista a la vocalista del grupo:

Sí, pienso que sí. No es seguro al 100 %, pero puede ser en enero. Hemos decidido que la canción elegida sea «The Gathering».

—Charlotte Wessels en una entrevista en Zenith (Paris, Francia) el 8 de octubre de 2007.

## Sencillo
Hasta la fecha, no ha existido ningún single material y/o de descarga por internet, por lo que se supone que la canción ha sido promocionada solamente a través de televisoras y radios.
1. «The Gathering» (radio version) – 3:12
2. «The Gathering» (album version) – 3:34
3. «The Gathering» (video) – 3:35

## Video
El video fue estrenado oficialmente el 3 de diciembre de 2007 y puesto en libertad en Youtube el 17 de diciembre. El video contiene imágenes del concierto de Fields of Rock, del show de New Sounds of Europe, del Bevrijdingsfestival, del show exclusivo Broerenkerk en Zwolle con imágenes del backstage y del tour, del making off del video de «See Me In Shadow» y el del álbum, alternativamente.